# A peterborough-i sziklavésetek
Koordináták: é. sz. 44° 36′ 55″, ny. h. 78° 02′ 27″44.615278°N 78.040833°W

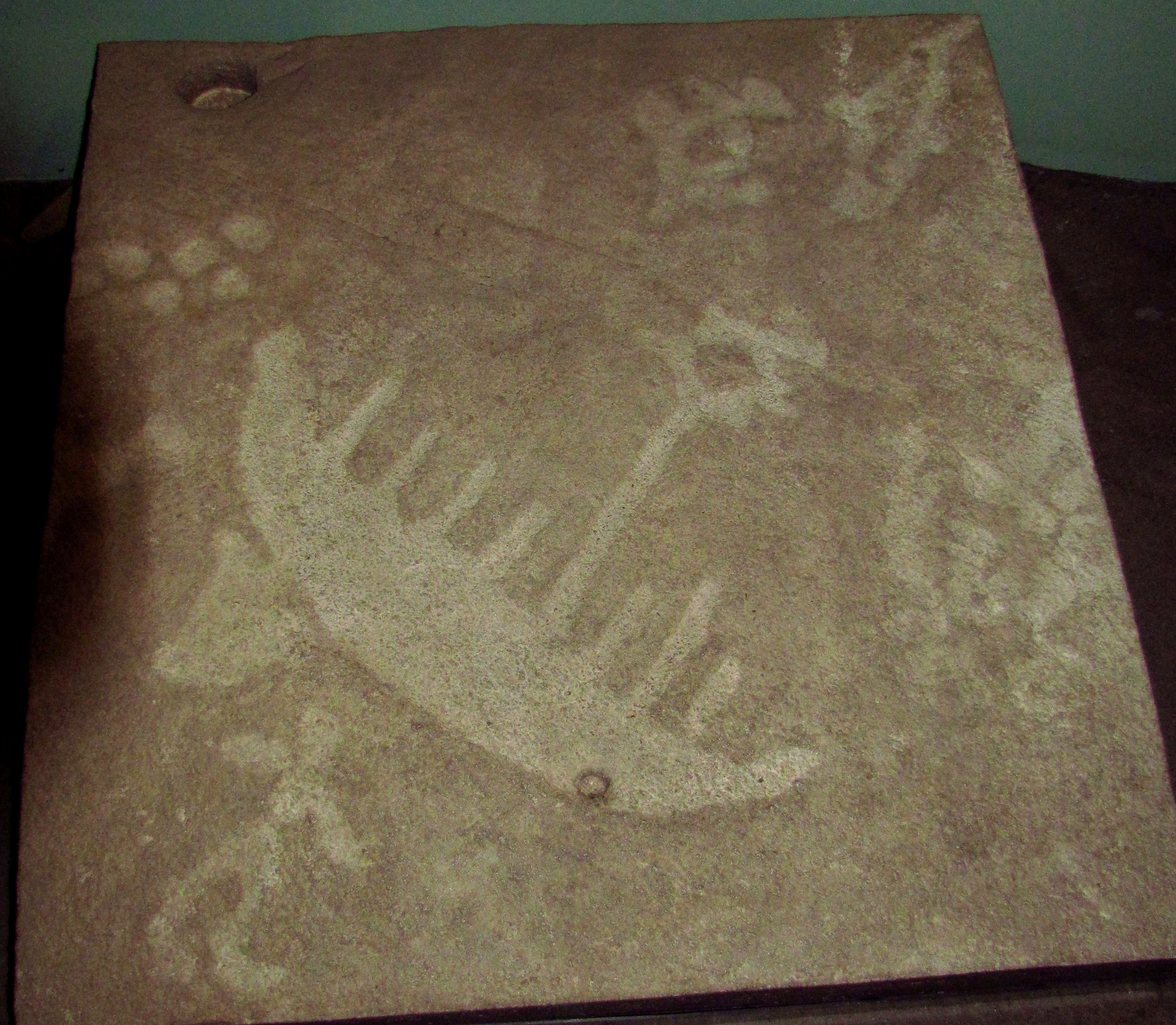
Az egyik véset kiöntött másolata

Az Ontarióhoz tartozó Peterborough megyében lévő Stony-tó mellett a Kanadai-pajzs déli pereméből kiemelkedő hatalmas, fehér kristályos mészkőbe őskori művészek képek százait vésték.
A művészeket minden bizonnyal a szikla különös formája vonzotta erre a helyre. Az erózió hatásai következtében lyukak, hasadékok és üregek borítják, melyek mintha az alvilág sötétjébe nyúlnának le. Tavasszal a helyszín kísértetiességét az üregeken végigrobajló hangok – a felszín alatti vizek tompa moraja – fokozzák. A képeket alkotó emberek ezeket a hangokat talán mágikusnak tekintették, vagy a szellemek hangjának hitték.

## Régészeti jelentősége
Régészeti ásatások során kerámiatöredékeket és számos kőszerszámot tártak fel a némelyik üreg fenekét borító talajban és törmelékben. Ezek a leletek arra utalnak, hogy a vésők 500 és 1000 évvel ezelőtti időszakban dolgoztak a helyszínen.
Peterborough-ban figyelemre méltóan sokféle ábrázolást találunk. Ezek a térség egyéb lelőhelyeire is jellemző állat, madár és ember formájú sziklafestményektől és vésetektől a skandináviai sziklavésetekkel meglepő hasonlóságot mutató Nap- és hatalmas naphajó-ábrázolásokig terjednek. Az odzsibvék Kinomagewapkong-nak, azaz „Tanító sziklá”-nak nevezik a helyet. Az indiánok számára Peterborough a szellemi elmélyülés és inspiráció színhelye.

## Története
A peterborough-i művészek a mészkőnél keményebb kőszerszámokkal dolgozva több mint 900 ember- és állatalakot – többek közt teknősöket (az algonkinok szemében a teknős a legszentebb élőlények egyike, mivel számukra a földet és a föld termékenységét jelképezte), kígyókat, kenukat és sok más ábrát vájtak a mészkőszikla puha, kristályos felszínébe. Évszázadok alatt a fagy és az olvadás tovább koptatta a kristályos felületet, így az eredetileg éles és világos körvonalú ábrák csaknem láthatatlanokká váltak. A lelőhely megőrzése érdekében dr. J. M. és R. K. Vastokas régészek besötétítették a sziklavéseteket, így szépségük és változatosságuk a mai néző előtt is feltárul. A művészek ismeretlenek, de vélhetőleg a térségben ma élő algonkin népek, köztük az odzsibvék ősei lehettek. Az algonkinok a Kanadai-pajzs néven ismert hatalmas sziklás területen szétszórtan mindenütt látható sziklafestmények és a Midvivin Gyógyító Társaság nyírfakéregre karcolt szent ábrázolásainak bizonysága szerint gazdag művészeti hagyománnyal rendelkeznek.

## Mai helyzete
A sziklaképek ma a Peterborough Tartományi Parkhoz tartoznak, és a további eróziótól egy alumíniumból és üvegből készült épület védi őket. A lelőhely fenntartásáért és működtetéséért az odzsibvék felelősek.